# Petrányi Gyula
Petrányi Gyula (Budapest, Józsefváros, 1912. június 24. – Budapest, 2000. március 5.) Széchenyi-díjas orvos, belgyógyász, immunológus, az orvostudomány doktora, a Magyar Tudományos Akadémia rendes tagja. A klinikai immunológia, az autoimmun betegségek kóroktani kutatásának iskolateremtő alakja, több korszerű immunológiai diagnosztikai és terápiás eljárás magyarországi bevezetése fűződik a nevéhez (pl. biopszia, nukleáris medicina). 1950-től 1974-ig a debreceni, 1974-től 1983-ig a budapesti orvostudományi egyetem belgyógyászati klinikáinak igazgatója, tanszékvezető egyetemi tanára volt.

## Életútja
Petrányi Gyula (1879–1971) bútorgyári igazgató és Székely Mária Leopoldina (1888–1953) fiaként született. Középiskolai tanulmányait a Vörösmarty Mihály Reáliskolában végezte. A budapesti Pázmány Péter Tudományegyetem Orvostudományi Karán 1936. október 3-án avatták orvosdoktorrá. Ezt megelőzően, 1932–1933-ban az egyetem élettani intézetének demonstrátora, 1934-től gyakornoka volt. Diplomája megszerzését követően, 1936-ban a Herzog Ferenc vezette I. számú belgyógyászati klinikára került díjtalan gyakornokként, és itt dolgozott egészen 1950-ig. 1940-ben belgyógyászati szakvizsgát tett, és díjtalan tanársegédként folytatta a munkát a belklinikán. A második világháború végóráiban, 1944-ben katonaorvosi szolgálatra bevonult a kassai helyőrségi kórházba, majd rövid ideig tartó hadifogságot követően 1945-ben hazatért. 1945-től a belklinika fizetéses tanársegédeként folytatta a munkát, időközben 1946-ban reumatológusi és fizikoterapeuta szakvizsgát tett. 1948-ban a vérkeringés funkcionális patológiájából és klinikumából magántanári képesítést szerzett, s e minőségében 1951-ig oktatott a fővárosi orvosi karon. 1948–1949 során állami ösztöndíjasként nyolc hónapos reumatológiai és belgyógyászati továbbképzéssel összekötött tanulmányúton járt Nagy-Britanniában.
Pályázatát elfogadva 1950-ben nevezték ki a Debreceni Tudományegyetem orvostudományi fakultására a belgyógyászat tanszékvezető egyetemi tanárává. 1951-ben az immár önállósodott Debreceni Orvostudományi Egyetem tagintézményeként általa szervezett II. számú belgyógyászati klinika igazgatója lett. 1952-ben megszerezte az orvostudomány kandidátusa fokozatot, 1965-ben pedig doktori disszertációját is megvédte. 1966-ban nevezték ki az I. számú belklinika élére, de ezzel párhuzamosan további egy tanéven keresztül, 1967-ig irányította a II. számú klinikán folyó gyógyító és szakmai tevékenységet is. Tanszékvezetői és klinikaigazgatói feladatait 1974-ig látta el, időközben 1953–1954-ben az orvosi kar dékánja, 1971–1974-ben pedig az egyetem klinikai rektorhelyettese volt.
1974-ben visszakerült Budapestre, és 1983-ig a Semmelweis Orvostudományi Egyetem II. számú belgyógyászati klinikájának igazgatója, tanszékvezető egyetemi tanára, egyúttal az Országos Belgyógyászati Intézet igazgatója volt. 1983-as nyugdíjazását követően tudományos tanácsadóként segítette tovább a klinikai munkát, 1997-ben pedig az orvosi egyetem professor emeritusa lett.

## Munkássága
Pályája első szakaszában fő kutatási területe a belgyógyászati kardiológia, a keringési rendszer rendellenességeinek diagnosztikája és klinikai terápiája volt. Később tudományos érdeklődése az immunológia, azon belül az autoimmun betegségek – kötőszöveti lupus erythematosus, hemoblasztózis és kollagenózis, ízületi gyulladás, vesegyulladás, reumás láz – patológiája, diagnosztikája, klinikuma és az ezzel kapcsolatos farmakológiai kutatások felé fordult. Behatóan foglalkozott a csontvelő- és egyéb szervátültetések immunitásával, annak elméleti és gyakorlati kérdéseivel. Nevéhez fűződik több sejtszintű, labordiagnosztikai immunológiai módszer magyarországi bevezetése (pl. kromoszómavizsgálat, vesebiopszia, nukleáris medicina), az immunoendokrinológiai szemlélet alapjainak lefektetése. Akadémiai székfoglalói Autoimmun betegségek kutatásának elméleti és klinikai eredményei (1974), illetve Immunotrófia: Az immunrendszer működésének másik oldala (1983) címen hangoztak el.
Jelentős tevékenységet fejtett ki az intézményszervezés és az orvosi szakképzés területén is. A klinikai munkaszervezés racionalizálása mellett az általa vezetett intézetekben szakosított osztályokat, Debrecenben belgyógyászati intenzív osztályt, műveseállomást, endoszkópos és kromoszómalaboratóriumot hozott létre, megszervezte az izotópdiagnosztikai labort és Magyarországon elsőként bevezette az izotópterápiás betegellátást. Tanítványaiból és az orvosi pályára irányítása mellett készülő munkatársaiból többen az orvostudomány kandidátusai és doktorai, a belgyógyászat jeles alakjai lettek.
Könyvei és mintegy százötven szakcikke mellett fontos egyetemi jegyzetek is fűződnek a nevéhez, így például az 1948-ban Magyar Imrével közösen írt A belgyógyászat alapvonalai című könyve 1986-ban érte meg tizenegyedik, 1961-es Belgyógyászati diagnosztika című alapvetése 2010-ben kilencedik kiadását. Szerkesztőbizottsági tagja volt az Acta Medica Hungarica, az Orvostudomány, az Orvosi Hetilap és a European Journal of Immunology című szakfolyóiratoknak.

### Társasági tagságai és elismerései
1973-ban a Magyar Tudományos Akadémia levelező, 1982-ben rendes tagjává választották, az Akadémia immunológiai bizottságának elnöke, onkológiai bizottságának tagja volt. 1976-tól 1989-ig irányította elnökként az Egészségügyi Tudományos Tanács munkáját, emellett elnöke volt a Magyar Nephrologiai Társaságnak is. Mintegy tucatnyi további szakmai társaság munkájában részt vett, így például tagja volt a Magyar Belgyógyász Társaságnak, a Magyar Immunológiai Társaságnak, a Magyar Hematológiai és Transzfuziológiai Társaságnak, a Magyar Onkológusok Társaságának, a Magyar Kísérletes és Klinikai Farmakológiai Társaságnak és a Magyar Orvostudományi Nukleáris Társaságnak.
Tudományos életműve elismeréseként 1975-ben Semmelweis-emlékgyűrűt, 1986-ban az Egészségügyi Tudományos Tanács Hőgyes Endre-emlékérmét, 1989-ben az Orvosi Hetilap Markusovszky Lajos-emlékérmét, 1993-ban a Semmelweis Egyetem Semmelweis Ignác-emlékérmét, 1995-ben Széchenyi-díjat kapott számtalan orvosgeneráció nevelőjeként, a klinikai immunológia és a korszerű klinikai nephrológia megteremtőjeként végzett nemzetközi hírű tudományos és kutató munkásságáért. Ezek mellett birtokosa volt a Kiváló Munkás (1948), a Kiváló Orvos (1978) kitüntetéseknek, valamint a Szocialista Hazáért érdemrendnek (1982). 1984-ben a Debreceni Orvostudományi Egyetem díszdoktorává avatták.

## Főbb művei
- A diastolés véráramlás vizsgálata az ember verőereiben. Budapest: Athenaeum ny. 1944.
- A belgyógyászat alapvonalai. Budapest: (kiadó nélkül). 1948.   (Magyar Imrével)
- Karditiszek és billentyűhibák. Budapest: Népszava. 1951.
- Bronchitis, pneumonia, pleuritis: A tüdő gyulladásos betegségei. Budapest: Egészség. 1953.
- Belgyógyászati diagnosztika. Budapest: Medicina. 1961.
- Collagenbetegségek. Budapest: (kiadó nélkül). 1965.   (Szodoray Lajossal)
- Transplantatiós immunologia: A donorselectio és az immunosuppressió elméleti, gyakorlati kérdései. Szerk. Petrányi Gyula. Budapest: Akadémiai. 1971.
- Autoimmun betegségek. Szerk. Petrányi Gyula. Budapest: Akadémiai. 1974.
- Nephrologia: A vese megbetegedései. Budapest: Medicina. 1980.   (Többekkel)
- Immunoplázia, immunotrófia, az immunológia másik oldala. Budapest: Akadémiai Kiadó. 1984.
- Belgyógyászat: Összefoglalás. Budapest: Medicina. 1989.